# Lista över insjöar i Sverige med namn som slutar på -aven

Spridning av sjöar med namn som slutar på -avan och -aven etc i Sverige

Lista över insjöar i Sverige med artikel på Wikipedia som slutar på -aven, med undantag för sjönamn på -graven, -kvaven, -laven, samt sjöarna Lillsaven, Draven och Fjälskaven, som har uteslutits.
- Aven, Småland, sjö i Hultsfreds kommun och Småland 57°17′00″N 15°38′45″Ö / 57.28337°N 15.64571°Ö
- Aven (Envikens socken, Dalarna), sjö i Falu kommun och Dalarna 60°53′42″N 15°48′05″Ö / 60.89497°N 15.80142°Ö
- Aven (Svartnäs socken, Dalarna), sjö i Falu kommun och Dalarna 60°54′31″N 16°09′12″Ö / 60.90852°N 16.15322°Ö
- Aven (Svärdsjö socken, Dalarna), sjö i Falu kommun och Dalarna 60°45′46″N 16°15′39″Ö / 60.76272°N 16.26080°Ö
- Govsaven, sjö i Mora kommun och Dalarna 60°51′02″N 14°00′09″Ö / 60.85065°N 14.00257°Ö